# Zielona Góra (dzielnica Kowna)
Zielona Góra (lit. Žaliakalnio seniūnija) – prawobrzeżna dzielnica administracyjna Kowna, położona na północny wschód od Śródmieścia, na lewym brzegu Wilii; obejmuje Kalnicę i Zieloną Górę; pełni funkcje mieszkaniowo-usługowe; politechnika, szpital, park miejski, stadion, kolej linowa.